# Bergsparv
Bergsparv (Emberiza striolata) är en tätting i familjen fältsparvar. Den förekommer i karga bergstrakter från nordöstra Afrika genom Mellanöstern till Indien. Den är nära släkt med hussparven (E. sahari) och dessa behandlades tidigare som en och samma art. Arten ökar i antal och beståndet anses vara livskraftigt.

## Kännetecken

### Utseende
Bergsparven är en relativt liten fältsparv med en kroppslängd på 13-14 centimeter. Den påminner om klippsparven (Emberiza cia) med sitt gråvita och svartvitbandade huvud. Bergsparven är dock mindre, har inget vitt på stjärten, underdelen av näbben är gulaktig (klippsparvens näbb är grå), bröstet är fläckigt, mindre vingtäckarna rostbruna istället för grå samt saknar klippsparvens vita vingband.
Jämfört med närbesläktade hussparven (E. sahari, se nedan) är den streckat jordbrun på ryggen (ej ostreckat rödbrun), mörkt täckarband på vingen (hussparven har enfärgad vinge), gråbeige under istället för rostbeige samt har en diffus och inte skarp gräns mellan huvud och bröst. Huvudteckningen är också mer distinkt. Hona bergsparv är otydligare tecknad än hanen och brunare på huvudet.

### Läten
Bergsparven sjunger en kort och kvittrig strof, konsekvent upprepad: "tru-i-ah try-try trivitri trah" eller liknande. Locklätena är gnällig nasala, sträva och gråsparvslika eller en kort "tvett".

## Utbredning och systematik
Bergsparv förekommer från nordöstra Afrika till centrala Indien. Den delas in i tre underarter med följande utbredning:
- Emberiza striolata striolata – förekommer i nordöstra Afrika till Arabiska halvön, Iran, Pakistan och centrala Indien
- Emberiza striolata saturatior – förekommer i högländerna i centrala Sudan, sydvästra Etiopien och nordvästra Kenya
- Emberiza striolata jebelmarrae – förekommer i höglandet i väst-centrala Sudan (Jebel Marra)

Arten har tillfälligt observerats i Bahrain, Kuwait, Qatar och Cypern.
Se också hussparv (Emberiza sahari) som tidigare betraktades som en underart till bergsparv. Vissa gör det fortfarande.

### Släktestillhörighet
Arten placeras traditionellt i släktet Emberiza, men vissa auktoriteter delar upp detta i flera mindre släkten. Den förs då tillsammans med exempelvis kapsparv och hussparv till Fringillaria.

## Levnadssätt
Bergsparven återfinns i karga bergstrakter där den olikt sin nära släkting uppträder skyggt. Den är en stannfågel men kan röra sig till lägre belägna slätter och odlade fält vintertid. Den lägger tre ägg som ruvas i 14 dagar.

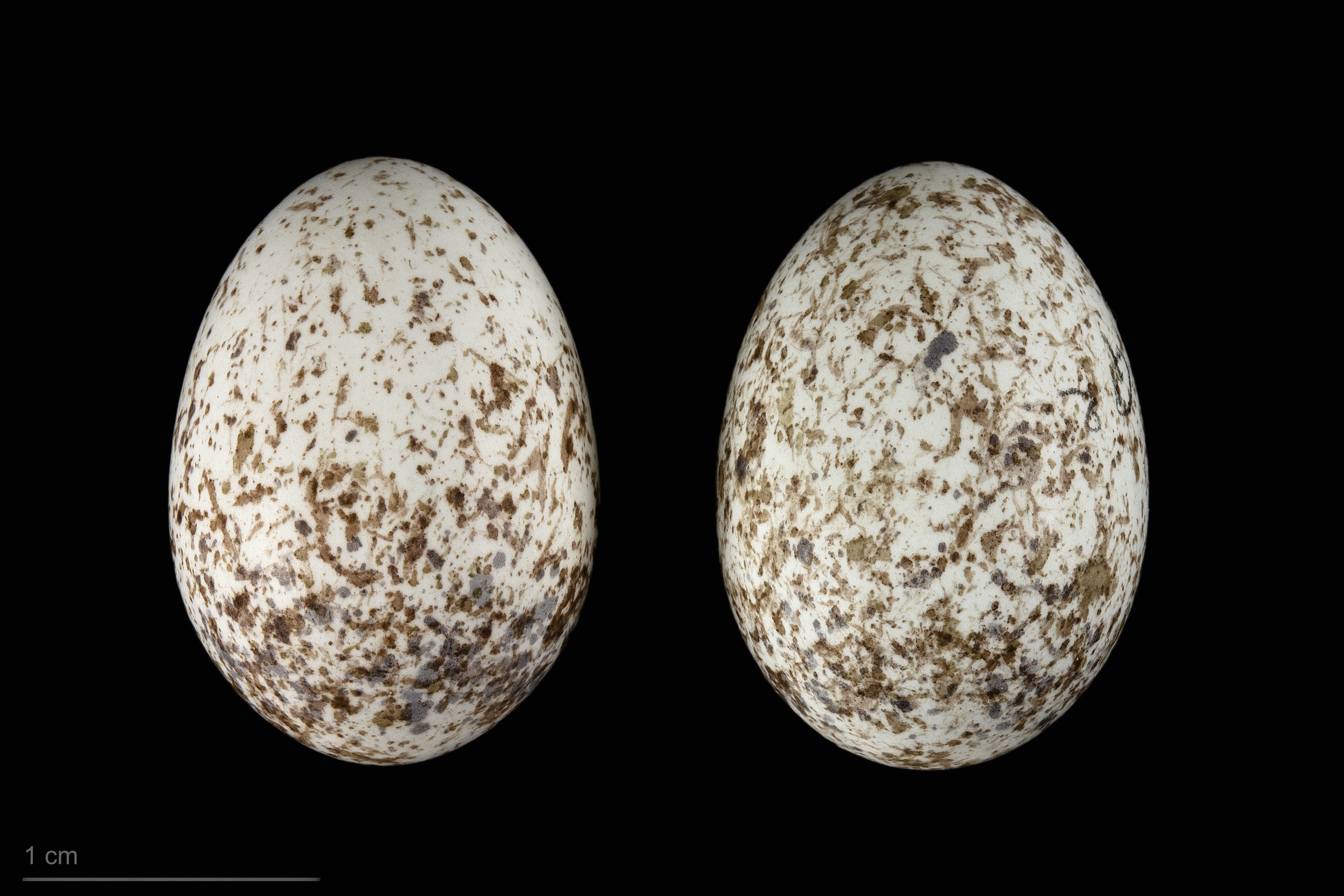
Emberiza striolata

## Status och hot
Arten har ett stort utbredningsområde och en stor population, och tros öka i antal. Utifrån dessa kriterier kategoriserar IUCN arten som livskraftig (LC). Världspopulationen har inte uppskattats men den beskrivs som generellt ovanlig men lokalt vanlig eller mycket vanlig.